# Big Sandy (affluent de l'Ohio)
Pour les articles homonymes, voir Big Sandy.
La Big Sandy (anglais : Big Sandy River) est une rivière des États-Unis longue de 43 kilomètres, affluent de la rivière Ohio et qui forme une partie de la frontière entre la Virginie-Occidentale et le Kentucky. 

## Étymologie
Son nom provient des bancs de sable que l'on trouve dans le lit de la rivière (le mot anglais sandy signifie sablonneux en français).

## Parcours
La rivière débute à Louisa, Kentucky et Fort Gay, Virginie-Occidentale au confluent entre les rivières Tug Fork et Levisa Fork). Elle se dirige généralement vers le nord selon un cours sinueux entre les comtés de Lawrence et Boyd au Kentucky et le comté de Wayne en Virginie-Occidentale. Elle se jette ensuite dans la rivière Ohio entre les villes de Catlettsburg, Kentucky et Kenova, Virginie-Occidentale à 13 kilomètres à l'ouest d'Huntington, Virginie-Occidentale. Ce confluent représente la frontière commune entre l'Ohio, le Kentucky et la Virginie-Occidentale.

## Principaux affluents
Les principaux affluents de la rivière Big Sandy sont les deux rivières lui donnant naissance :
- Tug Fork
- Levisa Fork